# Goniocidaris magi
Goniocidaris magi is een zee-egel uit de familie Cidaridae.
De wetenschappelijke naam van de soort werd in 1964 gepubliceerd door Pawson.